# Waco Mammoth National Monument

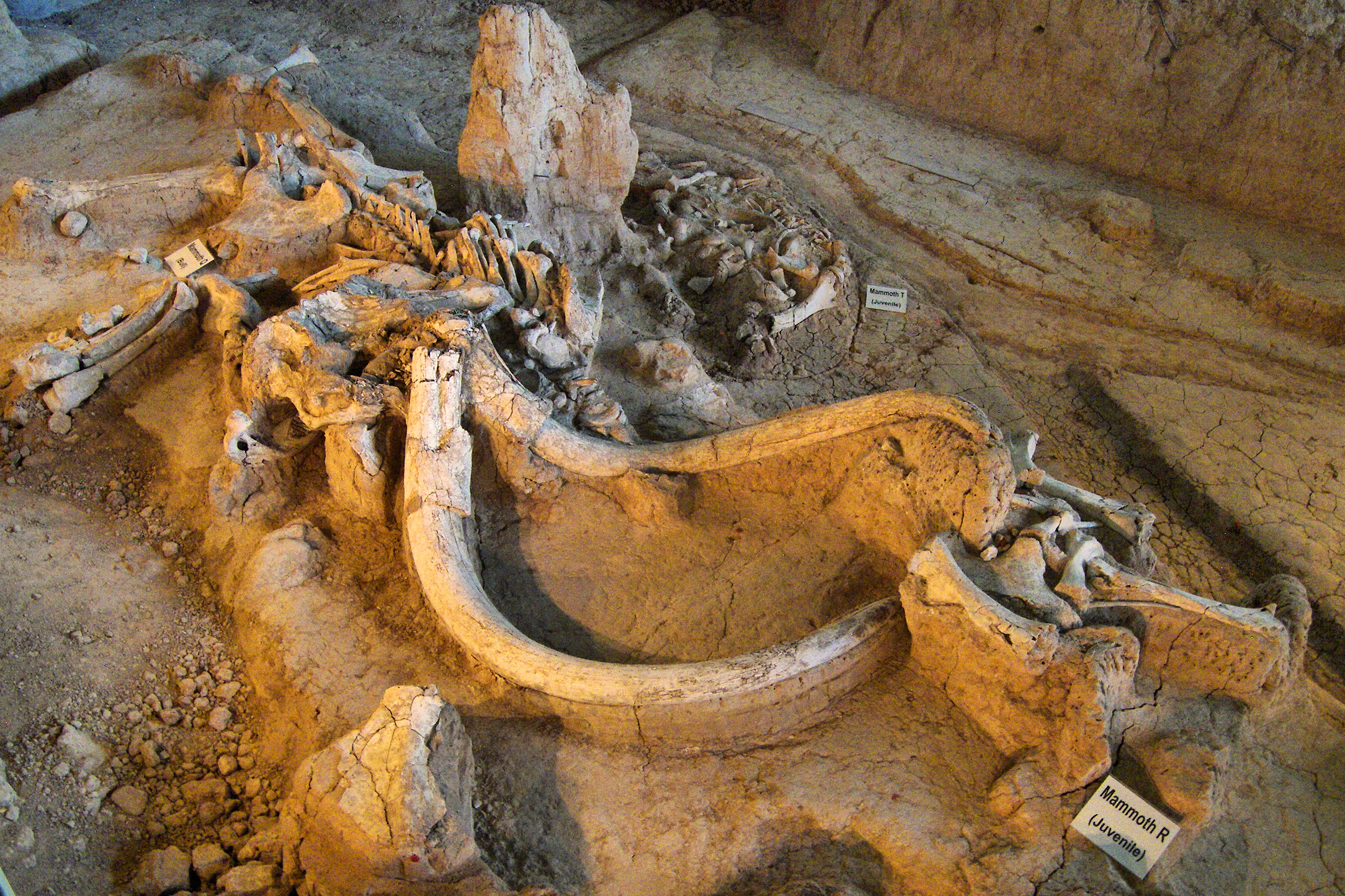
Fossilien von drei Präriemammuts im Waco Mammoth National Monument

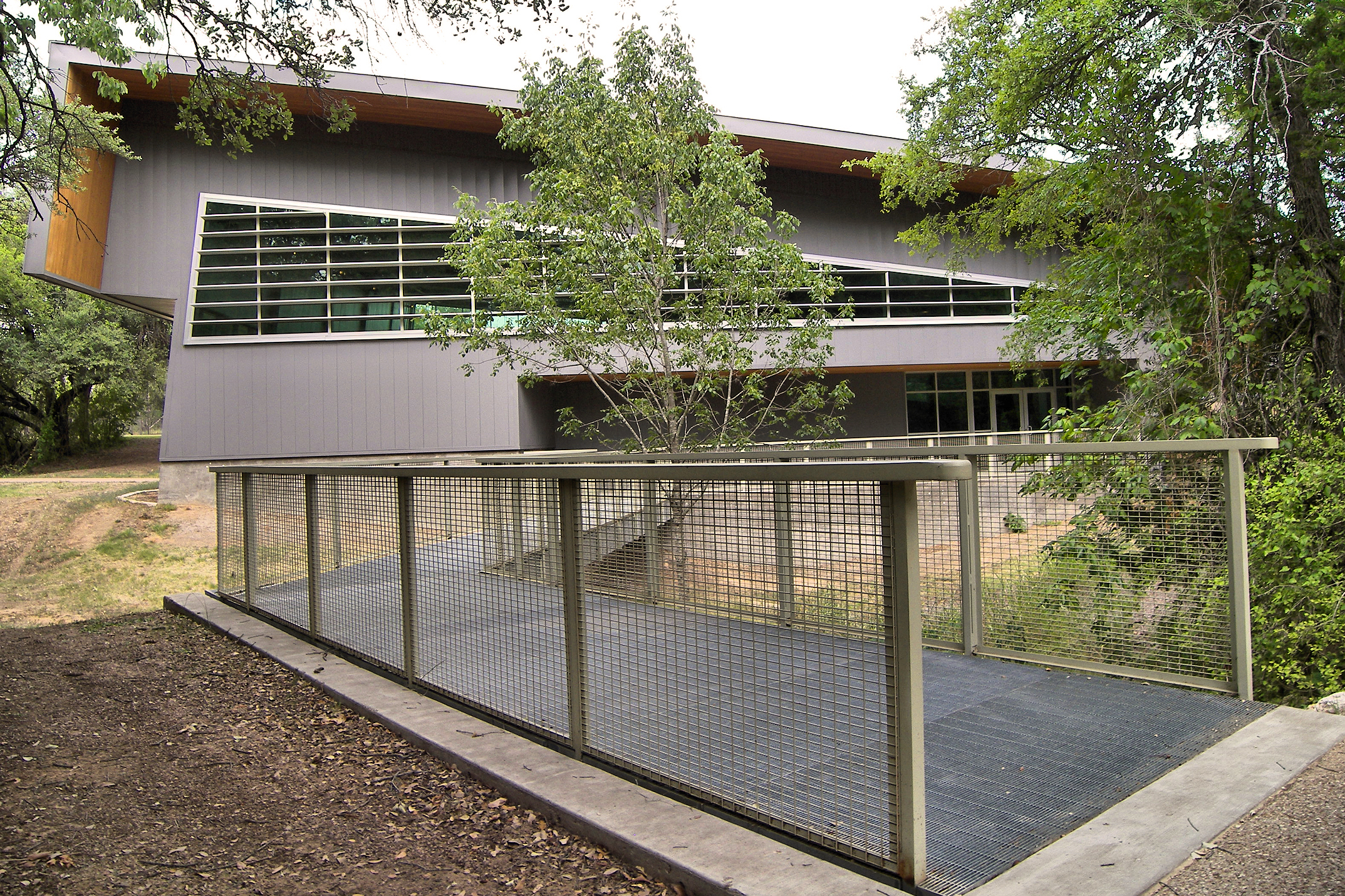
Ausstellungshalle

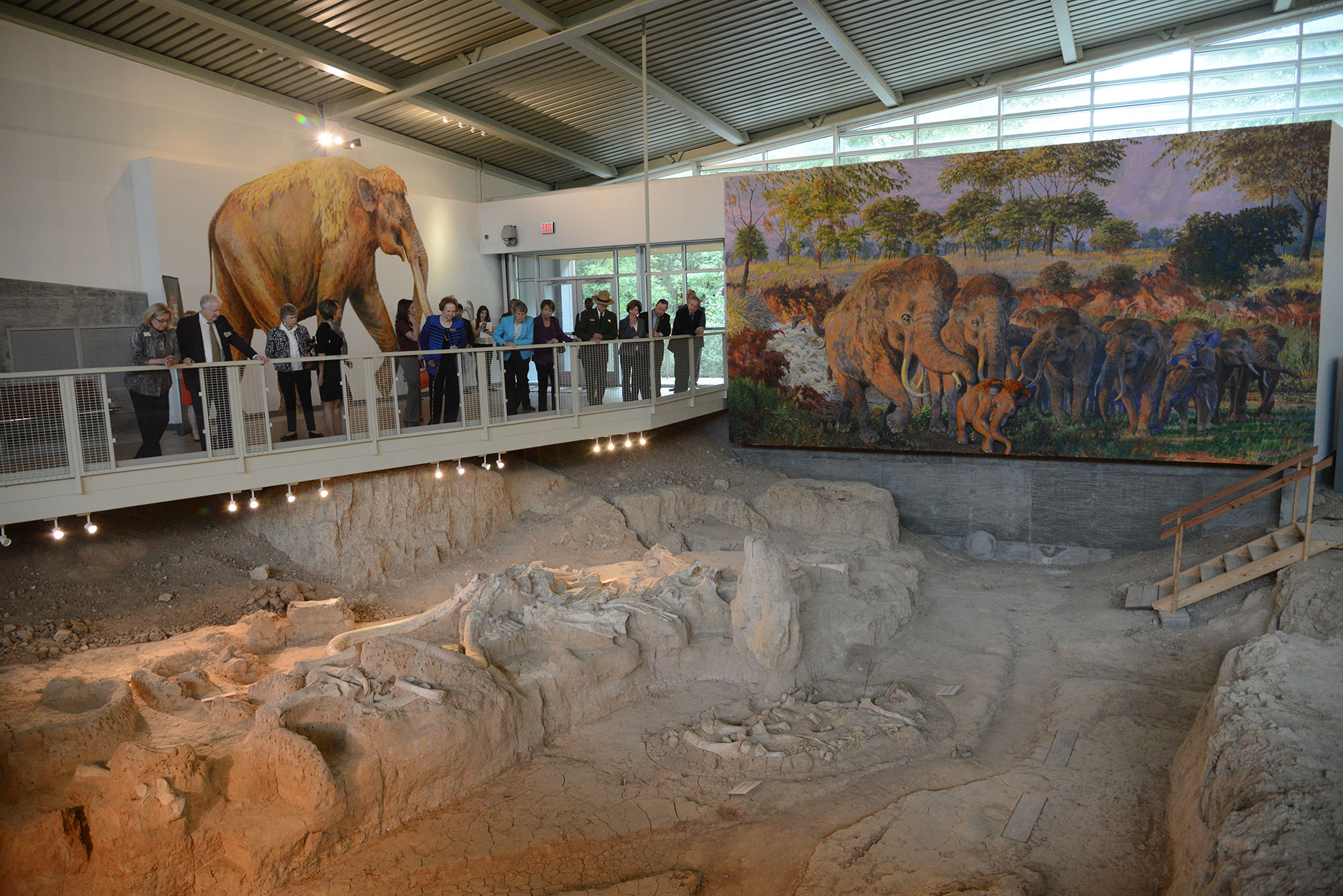
Innenraum der Ausstellungshalle

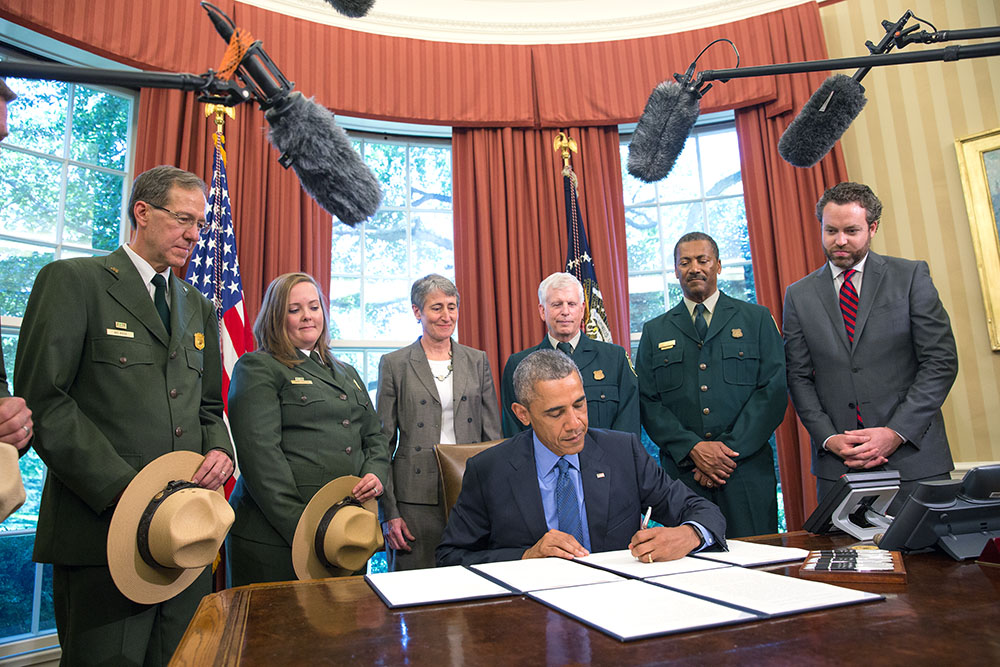
Barack Obama bei Unterzeichnung der Presidential Proclamations für drei National Monuments, darunter das Waco Mammoth National Monument

Das Waco Mammoth National Monument ist ein US-amerikanisches National Monument in der Stadt Waco in Texas. Es liegt in einem über 100 Hektar großen bewaldeten Park am Bosque River. Es wurde von Präsident Barack Obama durch eine Presidential Proclamation am 10. Juli 2015 mit einer Flächengröße von 5 Acres (2 ha) ausgewiesen. Das Schutzgebiet umfasst die Fundstelle von Fossilien von Präriemammuts und weiteren Fossilien aus dem Pleistozän und die direkte Umgebung. Über der Fundstelle wurde eine Halle gebaut.

## Funde
Die ersten Funde wurde 1978 von Paul Barron und Eddie Bufkin gemacht, die in der Nähe des Bosque River nach Pfeilspitzen und Fossilien suchten. Die Männer fanden einen großen Knochen und brachten ihn zur Analyse ins Strecker Museum der Baylor University. Nachdem der Knochen als der eines Präriemammuts identifiziert war, organisierte das Museumspersonal eine formelle Ausgrabung. Zwischen 1978 und 1990 wurden 16 Mammuts entdeckt. Diese ersten Überreste wurden mit einer Schutzummantelung versehen und im Strecker Museum (heute Mayborn Museum Complex) aufbewahrt. Die Überreste von weiteren acht wurden zwischen 1990 und 1997 ausgegraben. Die Überreste eines großen Männchens, eines Weibchen, zweier Jungtiere und eines Camelops befinden sich vor Ort in der Ausstellungshalle. Auch weitere Fossilien wurden gefunden: Homotherium, Mississippi-Alligator, Capromeryx und Hesperotestudo.
An der Fundstelle wurde die einzige Herde mit Weibchen und Jungtieren von pleistozänen Mammuts in den USA entdeckt. Die Herde umfasste mindestens 18 der ausgegrabenen Mammuts. Die Herde scheint vor 65.000 bis 72.000 Jahren bei einem einzigen Naturereignis in der Nähe des Zusammenflusses der Flüsse Bosque und Brazos ertrunken zu sein. Da die Herde schnell im Schlamm des aufsteigenden Wassers begraben wurde, fand man fast intakte Skelette, die wie zum Zeitpunkt des Todes positioniert waren. 22 Mammuts fand man im Ausgrabungsbereich und während des Baus der Ausstellungshalle wurden zwei weitere gefunden. Mehr als die Hälfte des durch die Ausstellungshalle geschützten Gebietes ist noch nicht ausgegraben. Praktisch die gesamte Fläche außerhalb der die Ausstellungshalle wurde noch nicht auf paläontologische Funde untersucht. Man erwartet zukünftig weitere Funde sowohl innerhalb als auch außerhalb der Ausstellungshalle.
Während die Baylor University die Ausgrabung, Untersuchung und Erhaltung der Fossilien überwachte, erwarb die Stadt Waco die Grundstücke, die das Ausgrabungsgebiet enthielten und umgaben. Die Stadt errichtete den Stadtpark Waco Mammoth Site. Die Stadt Waco bzw. die Baylor University stellte der Bundesregierung 5 ha Land mit der Fundstelle, die ausgegrabenen Fossilien und Archivalien für das Waco Mammoth National Monument zur Verfügung.

## Verwaltung
Das Waco Mammoth National Monument steht unter der Verwaltung des National Park Service, der Stadt Waco, der Waco Mammoth Foundation und der Baylor University.